# Скрылья
Скрылья — деревня в городском округе Серпухов Московской области. 

## История
До 29 ноября 2006 года входила в состав Глазовского сельского округа). С 2006 по 2018 год — в составе Дашковского сельского поселения Серпуховского района. 
В 2017 году в деревне началось строительство малоэтажного жилого комплекса «Скрылья». Планируется строительство более двадцати трёхэтажных жилых домов. Несколько корпусов уже сданы.

## Население
| 2002 | 2006 | 2010 | 2015 |
| ---- | ---- | ---- | ---- |
| 182  | ↗191 | ↗208 | ↗267 |

## География
Деревня Скрылья расположена примерно в 4 км (по шоссе) на северо-запад от Серпухова (фактически — северо-западная окраина), на левом берегу реки Нара, высота центра деревни над уровнем моря — 155 м. Скрылья связано автобусным сообщением с Серпуховым и деревней Глазово. 